# Atopsyche huachacuyac
Atopsyche huachacuyac är en nattsländeart som beskrevs av Schmid 1989. Atopsyche huachacuyac ingår i släktet Atopsyche och familjen Hydrobiosidae. Inga underarter finns listade i Catalogue of Life.